# День Республіки (Монголія)
День Республіки (монг. Бүгд Найрамдах Улс тунхагласан өдөр) — державне свято Монголії. Відзначається 26 листопада, знаменує проголошення Монгольської Народної Республіки та утвердження першої Конституції Монголії. 

## Історичне тло
1921 року більшовики разом з Монгольською народно-революційною армією встановили контроль над Монголією, видавивши з її території китайські війська та білогвардійців. 
Після смерті імператора Богдо-гегена, 26 листопада 1924 року на центральній площі Улан-Батора відбулися народні збори, на яких за участі військ СРСР проголошено Монгольську Народну Республіку та утверджено першу Конституцію держави. Вищим органом державної влади став Великий народний хурал. Таким чином Монголія однією з перших в Азії перейшла від монархії до республіканської форми правління. 
Хоча формально МНР була незалежною, більшість рішень приймалася за вказівкою з СРСР, а комуністична ідеологія стала основою державного управління. 

## Сучасність
Після розпаду Радянського Союзу, у 1991 році Великий народний хурал ухвалив змінити назву країни, і з 12 лютого 1992 року, після набрання чинності новою Конституцією, МНР стала називатися Монголією. 
З  2011 року головним державним святом Монголії став День незалежності, який відзначається 29 грудня і знаменує незалежність Монголії від Цінського Китаю в 1911 році.
26 листопада 2024 року у Монголії пройшли урочисті святкування 100-річчя проголошення Республіки та прийняття Першої Конституції. Ювілейні урочистості розпочалися з церемонії підняття державного прапора на площі імені Сухе-Батора та покладання вінків до пам'ятника генералу Сухе-Батору.